# Paranal
Cerro Paranal là một ngọn núi ở sa mạc Atacama phía bắc Chile. Trước khi xây dựng đài quan sát, đỉnh là một điểm kiểm soát nằm ngang với độ cao 2.664 m (8.740 ft); nhưng hiện nay là độ cao 2.635 m (8.645 ft) trên mực nước biển. Đây là địa điểm của Kính viễn vọng Rất lớn và Kính viễn vọng Khảo sát VLT . Nó nằm 120 km (75 dặm) về phía nam Antofagasta và 80 km (50 dặm) về phía bắc Taltal , cũng như 15 km (9,3 dặm) trong đất liền và 5 km (3,1 dặm) về phía tây của đường cao tốc B-710.